# Каеп (национальный парк)
Каеп (кхмер. ឧទ្យានជាតិកែប) — национальный парк в районе Дамнак-Чангор, провинция Каеп, Камбоджа.
Парк был образован в 1993 году, он занимает площадь 50 км² (самый маленький из семи национальных парков страны; по другим данным — 66,64 км²); вытянут с севера на юг примерно на 7 километров, максимальная ширина составляет около 4 километров, с юга почти доходит до Сиамского залива (административные границы парка заканчиваются в 200—300 метрах от побережья). Бо́льшая часть парка покрыта густыми лесами, стоящими на холмах высотой до 270 метров над уровнем моря, там проложены пешеходные тропы. В южной и юго-восточной частях парка находятся туристический центр, храм, кафе, небольшая деревня, рынок, туда возможен въезд на автомобилях. Посещение парка для иностранцев стоит 1 доллар США. Ближайший город — Кронг-Каеп находится непосредственно к северу от парка.